# Franc Kimovec
Franc Kimovec, slovenski skladatelj, 21. september 1878, Glinje pri Cerkljah, † 12. januar 1964, Ljubljana.
Rodil se je očetu Matjažu in materi Ani (rojena Maleš).